# Hengameh Yaghoobifarah

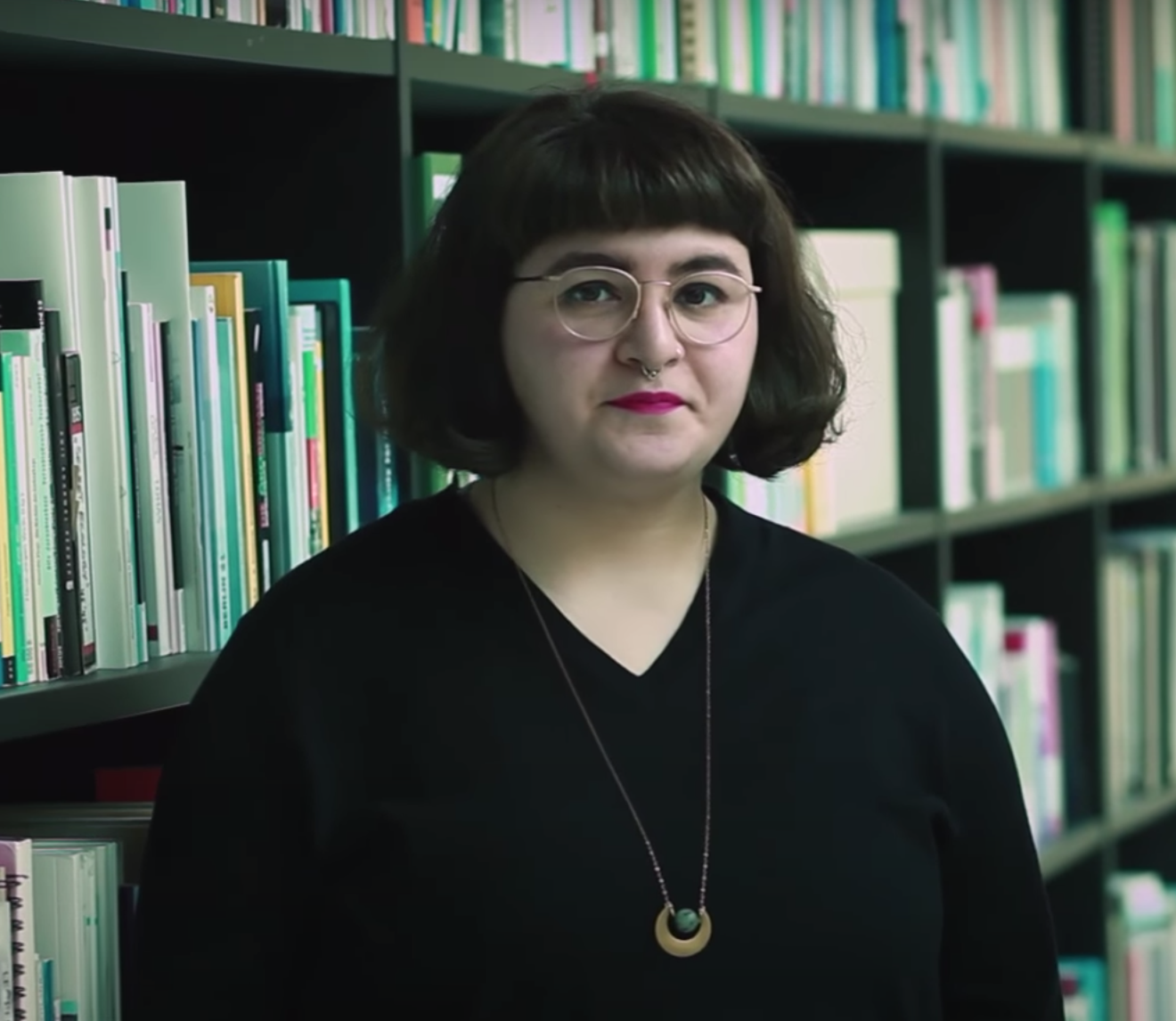
Hengameh Yaghoobifarah (2016)

Hengameh Yaghoobifarah (persisch هنگامه یعقوبی فراه; geboren 1991 in Kiel) ist eine deutsch-iranische nichtbinäre Person, die journalistisch und schriftstellerisch tätig ist.

## Leben
Yaghoobifarah wuchs in Buchholz in der Nordheide in einem Akademikerhaushalt auf. Die Eltern stammen aus Iran. In der Mittelstufe trat Yaghoobifarah der Linksjugend bei, nach dem Abitur am Albert-Einstein-Gymnasium in Buchholz studierte Yaghoobifarah ab 2011 Medienkulturwissenschaft und Skandinavistik an der Universität in Freiburg im Breisgau sowie der Universität Linköping mit dem Abschluss Bachelor und einer Arbeit über die Farbe Pink im feministischen Diskurs.
Yaghoobifarah identifiziert sich als nichtbinär und nutzt für sich im Englischen das Pronomen „they“, im Deutschen „dey“, „er“ oder gar keine Pronomina. Seit 2014 lebt Yaghoobifarah in Berlin. Yaghoobifarah erhielt neben sehr vielen Hasskommentaren auch zahlreiche Morddrohungen und wechselte deswegen den Wohnort.

## Wirken
Yaghoobifarah arbeitet redaktionell für das Missy Magazine und schreibt freiberuflich für deutschsprachige Medien wie Spex, an.schläge – hier insbesondere von 2014 bis 2017 die rotierende Kolumne neuland – sowie von 2016 bis 2022 die Kolumne Habibitus in der taz. Der Name der Kolumne war ein Kofferwort aus dem arabischen Wort Habibi („mein Liebling“) und dem soziologischen Begriff Habitus. In der Kolumne beschäftigte sich Yaghoobifarah mit Modefragen, aber auch Rassismus und Kritik am linken Milieu. Ein Sammelband mit den Kolumnen und anderen Texten erschien 2023 unter dem Titel Habibitus bei Blumenbar und war im selben Jahr für den Kurt-Tucholsky-Preis nominiert. Mit Queer Vanity betrieb Yaghoobifarah von 2014 bis 2017 einen Blog, der sich mit Mode und „Körperpolitik“ beschäftigte.
Beim „listen to berlin Award“ 2018 wurde Yaghoobifarah in der Kategorie „Preis für Musikjournalist*innen“ nominiert. Gemeinsam mit Fatma Aydemir gab Yaghoobifarah 2019 das Sachbuch Eure Heimat ist unser Albtraum heraus, ein Manifest gegen einen als antisemitisch und rassistisch verstandenen deutschen Heimatbegriff, mit Texten von Sasha Marianna Salzmann, Sharon Dodua Otoo, Max Czollek, Mithu Sanyal, Margarete Stokowski, Olga Grjasnowa, Reyhan Şahin, Deniz Utlu, Enrico Ippolito, Nadia Shehadeh, Vina Yun und Simone Dede Ayivi. In der Neuauflage 2024 kamen noch zwei weitere Essays hinzu.
Die 2020 von Amina Aziz herausgegebene Anthologie Encyclopaedia Almanica versammelt Tweets von Yaghoobifarah und fünf People of Color aus ihrem Alltag. Der Titel spielt an auf die Bezeichnung Alman, einen Ethnophaulismus für Deutsche ohne erkennbaren Migrationshintergrund. Von 2020 bis 2021 veröffentlicht Yaghoobifarah den wöchentlichen Podcast Auf eine Tüte, auf dem sie mit Gästen wie Mohamed Amjahid, Tucké Royale oder Nura über mentale Gesundheit und Alltagsthemen spricht.
Im Jahr 2021 erschien Yaghoobifarahs Debütroman Ministerium der Träume, der vom Leben iranischstämmiger Jugendlicher vor dem Hintergrund der rassistischen Anschläge von Hoyerswerda 1990 und Rostock und Mölln 1992 handelt.
2023 gründete Yaghoobifarah gemeinsam mit Fatma Aydemir, Enrico Ippolito und Miryam Schellbach die Literaturzeitschrift Delfi. Magazin für neue Literatur, das zwei Mal im Jahr beim Ullstein Verlag erscheint.
2024 trat Yaghoobifarah in die Partei Die Linke ein.
Der Roman Schwindel (2024) erzählt die Geschichte von Ava, einer jungen Frau, die in komplexe Beziehungen verwickelt ist. Nach mehreren Affären flüchtet Ava vor den Konfrontationen mit diesen Beziehungspartnern auf das Dach ihres Hochhauses. Es entfaltet sich ein Machtgerangel, das Themen wie queeres Begehren, Identität und zwischenmenschliche Konflikte berührt. Yaghoobifarah verwendet eine vielfältige Erzählweise und eine auf die queere und digitale Kultur bezugnehmende Sprache.

## Kontroversen um Artikel
Im Missy Magazine veröffentlichte Yaghoobifarah 2016 den Artikel Fusion Revisited: Karneval der Kulturlosen, der dem „weißen Publikum“ des Fusion Festivals und dessen Veranstaltern kulturelle Aneignung und Rassismus vorwarf, unter anderem wegen nur mild gewürzter „exotischer“ Imbissangebote und des Tragens von Dreadlocks. Der Text wurde von Teilen der deutschen Linken kontrovers aufgenommen und diente als Ausgangspunkt für Debatten in linken Medien. Einige sahen in Yaghoobifarahs Text ein Beispiel für neurechte oder ethnopluralistische Argumentationsmuster in der „antirassistischen Szene“. Yaghoobifarah erweiterte den Artikel 2018 zu dem Essay Ich war auf der Fusion, und alles was ich bekam, war ein blutiges Herz.
Im Oktober 2017 zog Yaghoobifarah mit einem Beitrag in der taz-Kolumne Rassismus-Vorwürfe auf sich, weil im Text die deutsche Kultur mit „Dreckskultur [von] Kartoffeln“ verglichen wurde, angelehnt an den Slangausdruck „Kartoffel“. Der Journalist Jan Fleischhauer kritisierte, „dass man die Maßstäbe, die man an andere anlegt, nicht für sich selbst gelten lässt“. Die Journalistin Elke Halefeldt kommentierte: „Wir lernen: Rassismus gegen Deutsche ist kein Rassismus.“ Die stellvertretende taz-Chefredakteurin Katrin Gottschalk verteidigte die Kolumne gegen solche Vorwürfe: „In ihren* Kolumnen spiegelt sie* Ressentiments, denen Minderheiten ausgesetzt sind, zurück auf die Mehrheitsgesellschaft. Sie* beleidigt absichtsvoll so, dass klar wird, welche Beleidigungen Minderheiten erdulden müssen.“
 „All cops are berufsunfähig“
Im Juni 2020 griff Yaghoobifarahs Kolumne Habibitus in der Tageszeitung taz die transnationale Bewegung Black Lives Matter und Rassismus bei der Polizei „auch in Deutschland“ auf. In der Druckausgabe war dem Titel die Abkürzung „ACAB“ vorangestellt (All Cops Are Bastards). In dem Text wird ein Gedankenspiel angestellt, wo Polizisten arbeiten könnten, wenn die Polizei abgeschafft würde, der Kapitalismus aber nicht. Zum Schluss der Kolumne heißt es:

„Spontan fällt mir nur eine geeignete Option ein: die Mülldeponie. Nicht als Müllmenschen mit Schlüsseln zu Häusern, sondern auf der Halde, wo sie wirklich nur von Abfall umgeben sind. Unter ihresgleichen fühlen sie sich bestimmt auch selber am wohlsten.“

Einige Journalisten und Politiker kritisierten den Text als Gleichsetzung von Menschen mit Müll. Andere sahen darin eine Satire und Kritik an der Polizei. Der Journalist Marc Felix Serrao nannte die Kolumne in der Neue Zürcher Zeitung eine „als Satire verbrämte Volksverhetzung“. Nach Ansicht von Brigitte Baetz im Deutschlandfunk enthielt der Text „gruppenbezogene Menschenfeindlichkeit“. Dagegen verteidigte der Schauspieler und Autor Schlecky Silberstein die Kolumne in Deutschlandfunk Kultur als gelungene Satire und warf den Kritikern ein falsches Textverständnis vor.
Die Deutsche Polizeigewerkschaft und die Gewerkschaft der Polizei Berlin kündigten an, Anzeigen gegen die Tageszeitung zu erstatten. Dagegen verwies die Polizeipräsidentin in Berlin Barbara Slowik in einem internen Schreiben an die 25.000 Mitarbeiter der Polizei Berlin auf die Meinungs- und Pressefreiheit, die in Deutschland sehr weitreichend geschützt sei, und auf die richterlichen Entscheidungen zu „All Cops Are Bastards“ und „Soldaten sind Mörder“. Auch der Bundesinnenminister Horst Seehofer kündigte eine Strafanzeige gegen Yaghoobifarah an, entschied sich nach starker öffentlicher Kritik aber gegen das Erstatten der Anzeige. Die Berliner Staatsanwaltschaft sah nach einer Vorprüfung in der Veröffentlichung der Kolumne keine Straftat und damit keinen Anlass, weiter in dem Fall zu ermitteln. Bundespräsident Frank-Walter Steinmeier verurteilte am 22. Juni in einer öffentlichen Rede die Metapher von der „Entsorgung“.
In der taz-Redaktion gab es heftige Diskussionen und Kritik zu der Kolumne. Die seit 1989 bei der taz arbeitende Redakteurin Bettina Gaus beschuldigte Yaghoobifarah, um des Clickbaiting willen das Grundprinzip der taz-Redaktion, die Achtung der Menschenwürde, verletzt zu haben: „Sie wusste, was sie schrieb. Und sie hat die Menschenwürde verletzt. Was denn sonst?“ Die Chefredakteurin Barbara Junge schrieb: „Eine Kolumne, so satirisch sie auch gemeint gewesen sein mag, die so verstanden werden kann, als seien Polizisten nichts als Abfall, ist daneben gegangen. Das tut mir leid.“ Kein Opferstatus rechtfertige Kollektivherabwürdigungen, urteilte der Journalist Stefan Reinecke in seinem Debattenbeitrag: „Polemik? Gerne. Menschenfeindliche Metaphorik? Nein.“ Den Text durchziehe eine „Geste sozialer Verachtung“. Polizisten, die unbrauchbar für alles sind – das sei „der Blick von den Anhöhen diskursiver Bildungs- und Sprachmacht nach unten“. Dagegen las die verantwortliche Ressortleiterin von taz 2, Saskia Hödl, die Kolumne als eine „polemische und satirisch-groteske Kritik an einer Machtstruktur, an einem Gewaltmonopol und an einer Reihe von ungeklärten und unverhinderten Ermordungen in Deutschland“. Sie stellte sich hinter Yaghoobifarah, viele in der taz hätten Solidarität bekundet. Eine von der taz vorgenommene Auswertung von Social-Media-Plattformen identifizierte eine einmonatige „organisiert[e] Hetzkampagne“ gegen Yaghoobifarah.
Pieke Biermann kommentierte am 2. Juli 2020: „Offenbar hat niemand die Kolumnist:in auf die zum öffentlichen Schreiben nötige Gedankenklarheit aufmerksam gemacht. Ist man als migrationshintergründige, nicht-binäre Langzeit-Kolumnist:in vielleicht untouchable, genießt sozusagen Welpenschutz? Dann wäre Identitätspolitik ein solides Fundament für paternalistischen Kitsch.“

## Auszeichnungen
- 2021: Publikumspreis des Franz-Tumler-Literaturpreises für den Roman Ministerium der Träume, dotiert mit einem Schreibaufenthalt in Südtirol[52]
- 2023: Shortlist des Kurt-Tucholsky-Preises für den Kolumnenband Habibitus[53]
- 2025 Shortlist des Literaturpreises der deutschen Wirtschaft[54]

## Veröffentlichungen (Auswahl)
- Geschichte des Albert-Einstein-Gymnasiums. (Memento vom 23. Juni 2016 im Internet Archive) Buchholz 2009.
- als Hrsg. mit Fatma Aydemir: Eure Heimat ist unser Albtraum. Ullstein, Berlin 2019, ISBN 978-3-96101-036-3.[23]
- Ministerium der Träume. Roman. Blumenbar, Berlin Februar 2021, ISBN 978-3-351-05087-0.[55][25]
- Habibitus. Blumenbar, Berlin April 2023, ISBN 978-3-351-05115-0.
- als Hrsg. mit Fatma Aydemir, Enrico Ippolito und Miryam Schellbach: Delfi 01 Tempel – Magazin für neue Literatur, Ullstein, Berlin 2023, ISBN 978-3-546-10090-8.
- als Hrsg. mit Fatma Aydemir, Enrico Ippolito und Miryam Schellbach: Delfi 02 Fleisch – Magazin für neue Literatur, Ullstein, Berlin 2024, ISBN 978-3-546-10092-2.
- Schwindel. Blumenbar, Berlin 2024, ISBN 978-3-351-05123-5.

### Essays und Interviews
- Looks Like Lookism. In: Lea Schmid, Darla Diamond, Petra Pflaster (Hrsg.): Lookismus: Normierte Körper – Diskriminierende Mechanismen – (Self-)Empowerment. Unrast, Münster 2017, ISBN 978-3-89771-139-6.
- Ich war auf der Fusion, und alles, was ich bekam, war ein blutiges Herz. Essay, illustriert von El Boum. SuKuLTuR, Berlin 2018, ISBN 978-3-95566-082-6.
- mit Stefanie Lohaus: „Wir machen Identitätspolitik aus Notwehr“. Auf eine Lemonade beim Missy Magazine. In: Eva Berendsen, Saba-Nur Cheema, Meron Mendel (Hrsg.): Trigger Warnung: Identitätspolitik zwischen Abwehr, Abschottung und Allianzen. Verbrecherverlag, Berlin 2019, ISBN 978-3-95732-380-4, S. 191–206 (Gespräch über Identitätspolitik).

### Hörspiel
- Unverpackt – Schwarze Komödie über Green Capitalism, Regie: Eva Solloch, WDR 2023[56]